# Sutyna colombiensis
Sutyna colombiensis là một loài bướm đêm trong họ Noctuidae.